# Sukahurip (Pangandaran)
Sukahurip is een bestuurslaag in het regentschap Ciamis van de provincie West-Java, Indonesië. Sukahurip telt 3605 inwoners (volkstelling 2010).